# イーゴリ・オシポフ
イーゴリ・ウラジミロヴィチ・オシポフ（ロシア語: Игорь Владимирович Осипов、1973年3月6日 - ）は、ロシア海軍の将校。
2018年にはロシア連邦軍参謀本部の副参謀長となり、2019年5月には黒海艦隊の司令官に就任した。2021年から海軍大将の階級を保持している。

## キャリア
オシポフは、1973年3月6日に、ソビエト連邦カザフ共和国の一部だったコスタナイ州フョードロフ地区にあるノボシュムノエ村で生まれた。1995年にサンクトペテルブルクの潜水艦高等海軍学校を卒業した。オシポフの士官としての最初の任務は、太平洋艦隊のグリシャ型コルベット「MPK-221」の兵器指揮官として1995年8月に始まった。MPK-221は、プリモルスキー小艦隊の第47旅団の第11対潜水艦分隊に所属しており、ルースキー島とパリ湾をカバーする哨戒エリアを担当していた。その後、同分隊の別のグリシャ型コルベット「MPK-17」の司令官補となった（1996年8月から1998年7月まで）。
1998年7月から2000年7月まで、オシポフは、ウラジオストクとマリー・ウリス湾周辺の海域を担当する第165水上艦艇旅団第11分隊所属の「MPK-61」を指揮した。2000年7月から2001年12月まで、第11分隊の参謀長を務め、2001年12月から2002年9月まで同分隊の指揮を執った。オシポフはクズネツォフ海軍大学校で研究に着手し、2004年に卒業、2004年6月から2007年1月まで第165水上艦艇旅団の参謀長を務め、2007年1月から2011年8月まで同旅団の司令官を務めた。
オシポフは、2012年にロシア連邦軍参謀本部軍事アカデミーを卒業し、同年6月にバルチック艦隊のバルチースク海軍基地の参謀長と第一副司令官に任命され、2012年10月から2015年5月まで同基地の司令官を務めた。2015年5月、カスピ小艦隊の司令官に任命された。2016年9月から2018年8月まで、太平洋艦隊の参謀長と第一副司令官、2018年8月から2019年5月までロシア連邦軍参謀本部の副参謀長を務め、2018年に海軍中将に昇進した。2019年5月8日のロシア連邦大統領令により、黒海艦隊の司令官に任命され、2021年6月11日に海軍大将に昇進した。
2022年2月、オシポフは、「ウクライナの領土保全、主権、独立、およびウクライナの安定と安全を損ない、脅かす行動と政策を積極的に支持し、実行する責任がある」として、欧州連合の制裁リストに追加された。
2022年8月17日、RIAノーボスチは、関係筋の情報として、黒海艦隊の司令官に副司令官を務めていたビクトル・ソコロフが就任したと伝えた。イギリスの国防情報参謀部によると、オシポフは、2022年4月14日に黒海艦隊の旗艦「モスクワ」が沈没した後、ロシアの黒海艦隊司令官を解任された可能性が高いという。
キャリアを通じて、オシポフは海軍功労勲章とさまざまな部門のメダルを授与された。既婚で、娘がいる。